# اورمولوم كتاب بالانكليزية القرن 12

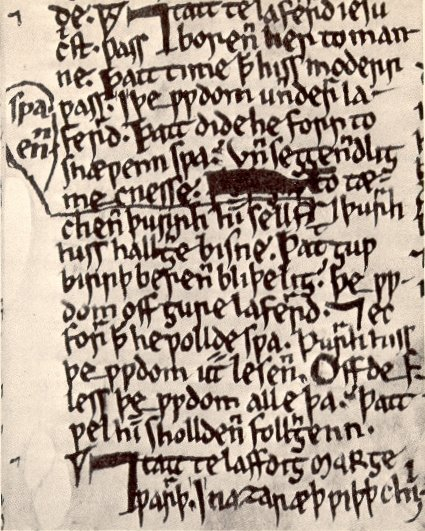
صفحة من Ormulum توضح التحرير الذي تم إجراؤه بواسطة Orm اورم
(Parkes 1983 ، الصفحات 115-16) ، بالإضافة إلى إدراج قراءات جديدة بواسطة "Hand B".

أورمولوم Ormulum أو Orrmulum هو عمل من القرن الثاني عشر في تفسير الكتاب المقدس، كتبه راهب يدعى Orm (أو Ormin) أورم أو أورمين ويتكون من أقل بقليل من 19000 سطر من اللغة الإنجليزية الوسطى المبكرة. بسبب الإملاء الصوتي الفريد الذي اعتمده المؤلف، يحافظ العمل على العديد من التفاصيل عن كيفية نطق اللغة الإنجليزية في أيامه وفي وقت كانت اللغة الإنكليزية في حالة تغير بعد الغزو النورماندي لإنجلترا. وبالتالي، فإنه لا يقدر بثمن لعلماء اللغة واللغويين التاريخيين في تتبع تطور اللغة.

## المحتوى
بعد المقدمة والتقديم، يتألف العمل من عظات عن نصوص الكتاب المقدّس المستعملة في القداديس طوال السنة اطقسية للاعياد المسيحية. والجميع وافق على أنها مملة ومتكررة عند قراءتها مباشرة. فقط حوالي الخُمس موجودة في مخطوطة واحدة يحافظ عليها من أجل البقاء، وهو في مكتبة بودليان في أكسفورد.
طور اورم نظامًا إملائيًا تهجئيا مميزًا. العلماء المعاصرون لاحظوا أن هذا النظام يعكس قلقه من عدم قدرة الكهنة على التحدث العامية وربما ساعد في توجيه قرائه في نطق حروف العلة. في ذلك الوقت، ربما لان العديد من الكهنة المحليين لم يتحدثوا بشكل منتظم اللغة الإنجليزية الوسطى، ولكن بدلاً من ذلك الأنجلو نورمان. استخدم اورم مقياسًا شاعريًا صارمًا للتأكد من أن القراء يعرفون الحروف التي يجب التشديد عليها. يستخدم العلماء المعاصرين هاتين الخاصيتين لإعادة بناء اللغة الإنجليزية الوسطى كما تكلمها أورم (Burchfield 1987، ص.280).
في المقدمة، يعرف المؤلف بنفسه مرة أخرى، ويستخدم تهجئة مختلفة لاسمه، ويعطي لعمله عنوانًا:
اشتق اسم "Orm" أورم ن اللغة الإسكندنافية القديمة، الذي يعني الدودة أو الثعبان أو التنين. مع لاحقة مين "myn" لـ "man" (وبالتالي أورمين)، كان اسمًا شائعًا في منطقة Danelaw في إنجلترا. لذلك عنوان القصيدة أورمولوم "Ormulum"، على غرار الكلمة اللاتينية منظار (أو «مرآة») (ماثيو 2004، ص.936)، كان شائع جدًا في عنوان الأعمال غير الاسطورية اللاتينية في العصور الوسطى لدرجة أن مصطلح أدب المنظار يستخدم لهذا النوع.

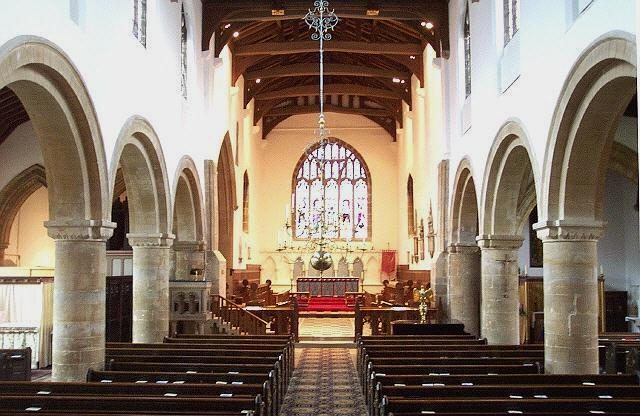
داخل كنيسة Bourne Abbey ، حيث تم تأليف Ormulum : اثنان من أروقة عواميد العقد ، على الرغم من أنه تم الآن تبييضها ، إلا أنها كانت ستبقى من الكنيسة Orm.